# L'École des contribuables (film)
Pour plus de détails, voir Fiche technique et Distribution.
L'École des contribuables est un film français réalisé par René Guissart, sorti en 1934.

## Synopsis
Gaston, jeune homme désœuvré se trouve une vocation, celle d'aider les contribuables à payer le moins d’impôts possible, cela en jouant de toutes les déductions possibles et imaginables. Pour cela il ouvre une école, (payante bien entendu) et se fait aider par une cohorte de jolies femmes qui assurent également le secrétariat. Tout cela fonctionne fort bien jusqu'au jour ou le fisc commence à intéresser à sa patte entreprise et où sa femme se pose des questions.

## Fiche technique
- Réalisation : René Guissart
- Scénario : René Guissart d'après la pièce éponyme de Georges Berr et Louis Verneuil (créée au Théâtre Marigny en mars 1934)
- Décors : Jacques-Laurent Atthalin
- Photographie : Enzo Riccioni
- Musique : Casimir Oberfeld
- Société de production :  France Univers-Film
- Société de distribution : Les Films Paramount
- Format : Noir et blanc  - Son mono - 1,37:1
- Genre : Comédie
- Durée : 75 minutes
- Date de sortie : 
  - France : 1er novembre 1934

## Distribution
- Armand Bernard : Gaston Valtier
- Mireille Perrey : Juliette Valtier
- Baron fils : La Chapelaude
- Pierre Larquey : Menu
- Christiane Delyne : Betty
- Paul Pauley : Émile Fromentel
- Paul Amiot : Le ministre des finances
- Jacques de Féraudy : Pierre Sérigny
- Mona Dol
- Pierre Juvenet
- Evelyne May
- Nita Raya
- Pierre Stéphen : Giroux